# Sandsnäppa
Sandsnäppa (Calidris pusilla) är en liten Calidris-vadare inom familjen snäppor, som häckar i arktiska Nordamerika och numera även i nordöstligaste Ryssland. Vintertid flyttar den till så långt söderut som Sydamerika. Den är en mycket sällsynt gäst i Europa, med ett enda fynd i Sverige. Tillsammans med tundrasnäppa, som den är väldigt lik, är sandsnäppan ensam om att ha lite rudimentär simhud mellan tårna. IUCN listar den som nära hotad. 

## Kännetecken

### Utseende
Sandsnäppan är en liten Calidris-vadare som mäter 13–15 cm, och har ett vingspann på 34–37 cm. I fält är den lätt att förväxla med andra små vadarfåglar, speciellt tundrasnäppan och småsnäppa. Sandsnäppan har svarta ben, med antydan till simhud mellan tårna vilket den och tundrasnäppan är ensamma om bland vadarna. Den mörka näbben är medellång, rätt grov och har en något knubbig spets. Juvenilen har kortast näbb, medan den adulta honan har den längsta.
I adult sommardräkt är den ganska genomgående gråbrun på ovansidan, förutom skulderfjädrarna som har mörka fjädercentra. Brösten är ganska distinkt streckat och fjäderdräkten saknar rödbruna inslag, till skillnad från tundrasnäppans och småsnäppans. I alla dräkter är buken, kroppssidan och undergumpen ostreckat vita.
I adult vinterdräkt är den mycket svår att skilja från många andra arter. Bästa kännetecknen är simhuden tillsammans med lätet. I juvenil dräkt saknar den, eller har ett mycket diffust ljust "V" på manteln, till skillnad från småsnäppan och upplevs överlag vara mindre kontrastrik. Juvenilen uppträder i två olika dräkter där den vanligare är gråbrun, men det finns även en "bjärt" variant med ljusa rosttoner, främst på huvudet.

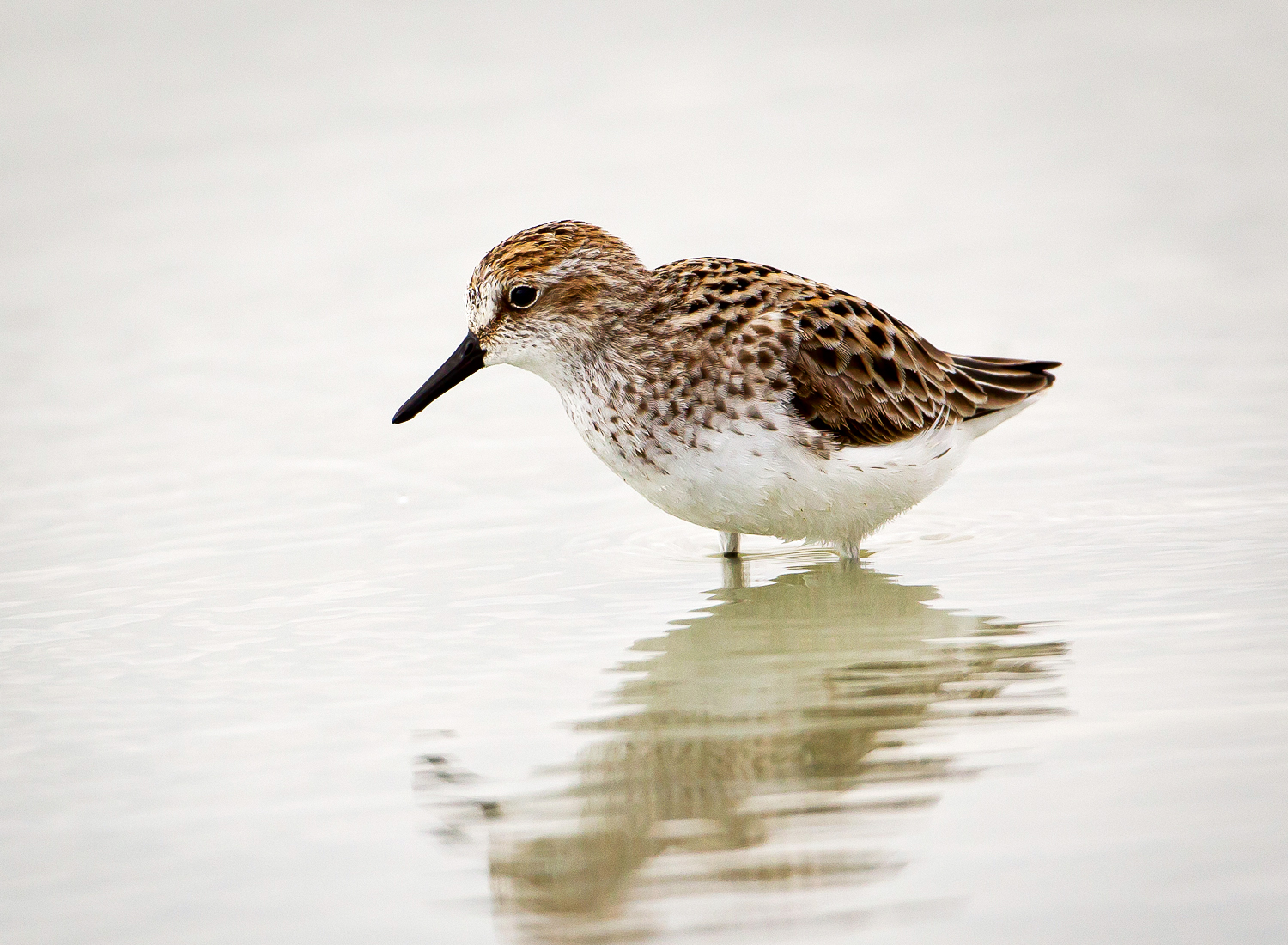
Juvenil, "bjärt" variant.

### Läte
Sandsnäppans mest karaktäristiska läte är dess surrande lockläte som påminner om tjrryp. Den har även ett kortare, knäppande typp som påminner om småsnäppans lockläte.

## Utbredning
Sandsnäppa häckar i arktiska Nordamerika i Alaska och Kanada. På senare tid har den även observerats häcka på Tjuktjerhalvön där den lokalt är ganska vanlig. Den är en långflyttare och övervintrar utmed Sydamerikas kuster, men några även utmed USA:s kust. De flyttar i flock, och kan på flytten ansamlas i hundratusentals, speciellt på ett fåtal rastningslokaler där födotillgången är mycket god, som Bay of Fundy och Delawarebukten. Vintertid observeras den även sällsynt i Taiwan och Japan.
Fågeln är en sällsynt gäst i Europa. Den ses regelbundet i Azorerna, huvudsakligen september–oktober. I Sverige finns hittills endast ett godkänt fynd, den 22–23 augusti 2003 i Ottenby på Öland.

## Systematik och släktskap
Genetiska studier visar att sandsnäppan är systerart till tundrasnäppan (Calidris mauri). På lite längre håll står de närmast tuvsnäppan (C. melanotos) och prärielöpare (C. subruficollis’'). Sandsnäppan är monotypisk, det vill säga att den inte delas in i några underarter.

## Ekologi

### Biotop och häckning
Sandsnäppan häckar på tundra i närheten av kusten, där de lägger sitt bo direkt på marken. Hanen gör ett flertal uppskrapade gropar inför häckningen, som sedan honan väljer mellan. Boet fodras sedan av honan med gräs och annat mjukt material. Honan lägger fyra ägg som paret sedan ruvar tillsammans i omgångar. Efter äggen kläckts lämnar honan ungarna i hanens vård, men ungarna födosöker själva mycket snabbt efter att de kläckts. På flytten och i vinterkvarter uppträder den vid söt-, bräckt och salt vatten.

### Föda
Sandsnäppan födosöker på leriga stränder och flodbäddar där de främst plockar vattenlevande insekter och kräftdjur.

## Status och hot
Sandsnäppans bestånd uppskattades 2024 till mellan nio och elva miljoner adulta individer. Trots att populationen är mycket stor kategoriseras den som nära hotad (NT), främst för att är arten är så beroende av ett fåtal rastningslokaler, speciellt Mary's Point och Johnson's Mills utmed Shepody Bay. Under månderna juli och augusti driver Nature Conservancy of Canada ett informationscenter om dessa fåglar vid Johnson's Mills, New Brunswick.